# 克朗勒
克朗勒（法語：Clenleu，法語發音：[klɑ̃lø]）是法国上法蘭西大區加来海峡省的一个市镇，属于蒙特勒伊区。

## 地理
克朗勒（50°31'23"N, 1°52'13"E）面积7.26 平方千米，位于法国上法蘭西大區加来海峡省，该省份为法国北部沿海省份，西北濒北海，南至索姆省，东临北部省。
与克朗勒接壤的市镇（或旧市镇、城区）包括：普勒尔、桑皮、安贝尔、圣米歇尔苏布瓦、阿莱特、比蒙。

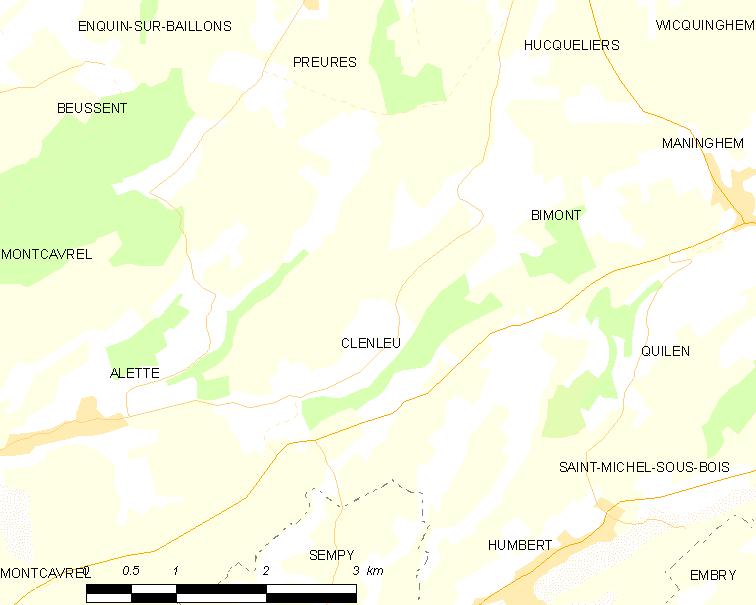
克朗勒的OSM定位图

克朗勒的时区为UTC+01:00、UTC+02:00（夏令时）。

## 行政
克朗勒的邮政编码为62650，INSEE市镇编码为62227。

## 政治
克朗勒所属的省级选区为兰布尔县。

## 人口

1962-2008年间克朗勒人口变化图示

克朗勒于2022年1月1日时的人口数量为185人。